# ナスターシャ
『ナスターシャ』（ポーランド語: Nastasja ）はドストエフスキーの後期長編作品『白痴』を原作とした、1994年に初演の坂東玉三郎主演の舞台作品と、同じく玉三郎主演での映画作品（1994年、日本・ポーランド合作、99分）。なお映画版では永島敏行がラゴージン役を演じた。
舞台はアンジェイ・ワイダ、マチェイ・カルピンスキィ脚色、ワイダ演出。玉三郎と辻萬長による「二人芝居」で、長大な原作のクライマックス、ラゴージンがナスターシャを殺してしまったところにムイシュキンが訪ねてきた後の場面を抜き出してコンパクトにまとめ、随所にそれまでの物語の重要な場面を抜き出して挿入するという構成をとる。
玉三郎はムイシュキンとして現れ、イヤリングをつけ、ショールを羽織ると一瞬にして女形に変身するという魔術的手法で、幻の女となったナスターシャを演じる。ワイダは故国ポーランドですでにこのような構成による『白痴』を上演していたが、そこでは登場させられなかった不在のナスターシャを、玉三郎を得て表現することができたと語っている。
玉三郎は演出面でもアイデアを出し、変身にショールを小道具として使うことは彼のアイデアである（歌舞伎のリハーサルでショールだけ羽織って済ますところから）。
舞台装置は、ラゴージンの家の居間を模したものであり、客席と演技者との距離はきわめて近い。壁にはハンス・ホルバインの「墓の中の死せるキリスト」がかけられている。
東京の小劇場ベニサン・ピットで初演（本項もその時の記録に拠る）